# Nanning China Resources Tower
Nanning China Resources Tower (oder auch China Resources Center Block A, chinesisch 廣西華潤大廈A座, Pinyin Guǎngxī Huárùn Dàshà A Zuò – „Guangxi China-Ressourcen-Gebäude Turm A“) ist ein superhoher Wolkenkratzer in Nanning (Guangxi) in der Volksrepublik China. Das Bauwerk ist 403 Meter hoch. Die Bauarbeiten begannen 2014 und wurde 2020 abgeschlossen. Nach seiner Fertigstellung wurde der Wolkenkratzer das höchste Gebäude in der Provinz Guangxi und eines der höchsten weltweit.